# Graham Central Station
Graham Central Station var ett amerikanskt funkband, aktivt mellan 1973 och 1979. Gruppen fick sitt namn efter dess grundare Larry Graham (tidigare basist i Sly and the Family Stone) och järnvägsterminalen Grand Central Station, i New York.

## Diskografi
- 1973 – Graham Central Station
- 1974 – Release Yourself
- 1975 – Ain't No 'Bout-A-Doubt It
- 1976 – Mirror
- 1977 – Now Do U Wanta Dance
- 1978 – My Radio Sure Sounds Good to Me
- 1979 – Star Walk'
- 1996 – The Best of Larry Graham and Graham Central Station, Vol. 1
- 1998 – Graham Central Station 2000
- 2001 – The Jam: The Larry Graham & Graham Central Station Anthology
- 2003 – Greatest Hits